# Кривбас (футбольний клуб)
«Кривбас» — український футбольний клуб з Кривого Рогу, заснований 1959 року при руднику ім. Дзержинського (найстарішому у місті). З 2022 року грає в Прем'єр-лізі України, яку він вже покидав у 2013 році через самоліквідацію.
З 1927 по 1959 рік команда виступала здебільшого у першості Криворіжжя. З 1951 року команда грала у першості УРСР під назвою «Металург». У 1958 році змінила назву на «Гірник» при ДСТ «Авангард». У 1959 році було створено футбольну команду майстрів. Команда міста Кривого Рогу (таку назву мав футбольний колектив у рік свого дебюту) стартувала в класі «Б». У 1960—1961 роках команда мала назву «Авангард», у 1962—1965 — «Гірник», а з 1966 року команда носить сучасну назву — «Кривбас». З 1992 по 2013 роки виступав у вищому дивізіоні чемпіонату України, 12 червня 2013 року клуб було розформовано. Від 2015 року та виступав в аматорських змаганнях (у сезоні 2019 — у першій лізі Дніпропетровської області). 20 серпня 2020 року, під час візиту до міста Президента України Володимира Зеленського (та за його особистого сприяння), розпочався процес перетворення команди другої ліги «Гірник» у «новий» ФК «Кривбас»..

## Назви
- 1927—1937: команда рудника імені Дзержинського;
- 1937—1941: «Руда»;
- 1945—1948: «Сталь»;
- 1949—1958: «Металург»;
- 1959—1961: «Авангард»;
- 1961—1965: «Гірник»;
- з 1966: «Кривбас».

## Історія

Стара емблема клубу

### Футбол у Кривому Розі до середини 1950-х років
Ще на початку ХХ сторіччя у місті були створені перші футбольні колективи. У 1925 році відбувся перший розіграш першості Криворізького округу з футболу. У змаганнях узяли участь команди Кривого Рогу, станцій Долинська, Довгинцево, рудників ім. К.Лібкнехта, Ленінського та Жовтневої Революції. Найкращими командами 40-х років були «Динамо», «Рот-Фронт», «Локомотив» (Довгинцево), «Спартак», «Руда». У післявоєнний період великою популярністю користувались колективи рудників ім. Дзержинського та ім. К.Лібкнехта. Вони представляли криворізький футбол в республіканських першостях.
В окремі періоди успішно виступали футболісти Південного ГЗК, «Авангарду» (Північний ГЗК), «Хіміка» (Коксохімзавод), «Ремонтника» (трест «Кривбасрудоремонт»), рудників ім. Комінтерну та «Більшовик». Згодом виник ще цілий ряд цікавих колективів. Серед них насамперед потрібно назвати спортклуби «Богатир» та «Гірник», футболістів училища цивільної авіації, електрозаводу, ІнГЗК, РУ ім. ХХ партз'їзду.
Імена футболістів старшого покоління — братів Бойко та Баклан, Василя Столітнього, Григорія Малікова, Антона Мінаєва, Ніла Ярини, Анатолія та Віктора Горохових були добре відомі у республіці.

### Заснування і радянський період
У 1927 році при руднику імені Дзержинського було створено футбольну команду. 02.06.1927 року футбольний колектив руднику імені Дзержинського на футбольному майданчику імені «Першого травня» зустрівся з командою міста Кривого Рогу в матчі першості Криворізького округу. Перший спогад про нашу команду зафіксований в газеті «Красный Горняк» № 124 (№ 436) 02.06.1927 та перший звіт про гру майбутнього «Кривбасу». Перемогу того дня святкувала команда міста Кривого Рогу 1:0. У цьому ж році маємо першу згадку про перемогу дзержинців на командою Гданцевки з рахунком 2:1 («Красный Горняк» № 191 (№ 503) 24.08.1927) та першу велику поразку від команди Кривого Рогу 0:5 («Красный Горняк» № 214 (№ 526) 20.09.1927), яка і не дозволила зіграти команді в фінальній частині осіннього розіграшу 1927 року. Команда Кривого Рогу і стала того року переможцем осіннього розіграшу з футболу. Надалі результат взаємин з командою Кривого Рогу, яка потім називалась «Динамо» (з 1928 року по 1937 рік) не став кращим.
З 1927 по 1941 рік команда руднику імені Дзержинського без особливих успіхів виступає у першості Криворізького округу. На жаль, наприкінці 20-х років минулого століття в країні переможеного капіталізму був організований масований антифутбольний рух. Про футбол в газетах того часу писали або погано, або ніяк, тому залишилось дуже багато білих плям і в історії виступів червоно-білого футбольного колективу. Не обійшлось і без чорних плям. Декілька разів наш футбольний колектив припиняв виступи на футбольних полях. Перший випадок зафіксований в 1931 році. Футбольній команді рудника імені Дзержинського, за дезорганізаторську роботу, за зрив зльотів ударників заборонено зустрічі з другими колективами до перебудови в цьому напрямку. Головні дезорганізатори Мовчанов, Суменко та Приступа зазнають відповідної кари. Культорг Рудкому СГ — Вайсфельд". («Червоний Гірник» № 196 (1705) 25.08.1931). Заборона Вайсфельда тривала чотири роки. Другий випадок прийшовся на другу світову війну, ну, а третій на 2013 рік. Не обійшлось і без світлих плям. Так в 1935 році на руднику імені Дзержинського організовано аж дві команди і є перша згадка про свій стадіон («Червоний Гірник» № 215 (2857) 20.09.1935). В 1935 році у Кривому Розу зареєстрований Державний трест залізних рудень криворізького басейну «Руда», під прапорами якого до початку другою світової війни проведуть змагання більшість команд Кривбасу, в тому числі з 1937 року і футболісти руднику імені Дзержинського.
У післявоєнний період з 1945 по 1948 рік команда шахтоуправління імені Дзержинського грає під кольорами добровільного спортивного товариства «Сталь» здебільшого в першості міста. В 1951 року команда криворізького «Металурга» (рудоуправління ім. Дзержинського) бере участь у розіграші першості України з футболу (7-ме місце з 10 колективів 4-ї зони Першості УРСР). В 1952 році футбольний колектив «Металурга» мав ще гірші результати за підсумками виступів у розіграші першості України з футболу (11-ме місце з 12 колективів 3-ї зони Першості УРСР). 1956 рік був більш успішним для криворізької команди рудоуправління ім. Дзержинського — 5 місце 5-ї зони Першості УРСР з футболу. Наступного року дзержинці треті в 9-й зони першості республіки. В 1958 році у відповідності з постановою ВЦРПС створено нове об'єднане спортивне товариство профспілок — «Авангард». В нашому місті нове ДСТ об'єднує колишні товариства «Металург», «Буревісник» (крім гірничорудного та педагогічного інститутів) «Будівельник», «Харчовик», «Енергія», «Красное Знамя». Саме у 1958 році до криворізьців (під егідою ДСТ «Авангард» команда грає під назвою «Гірник») прийшов перший значимий успіх. Виборов у 10-й зоні Першості УРСР з футболу друге місце футбольна команда «Гірник» (рудник імені Дзержинського), згідно з рішенням Комітету по фізкультурі і спорту при Раді Міністрів СРСР, включена до класу «Б». Вона братиме участь у розіграші першості країни серед команд цього класу за 1959 рік по першій зоні («Червоний Гірник» 14.12.1958).
Команда міста Кривого Рогу у 1959 році стартувала в класі «Б». Дебют вийшов не зовсім вдалим — 12-е місце з 15-ти учасників. Але головне було досягнуте — Кривий Ріг був представлений в компанії команд майстрів радянського футболу. Дев'ять років виступала криворізька команда в класі «Б». За цей час колектив кілька разів змінював свою назву. Спочатку це була просто «команда міста Кривого Рогу», в 1960-61 р.р. — «Авангард», 1962-65 р.р. — «Гірник», а з 1966 року команда носить сучасну назву — «КРИВБАС». Найкращими досягненнями команди за час виступу в класі «Б» було 3-є місце в зоні та 7-е в Україні, які криворіжці завоювали у 1964 році.
З 1968 року «Кривбас» виступав у класі «А», а з часу реформування радянського футболу — у другій лізі. Чотири рази (1971, 1975, 1976, 1981 р.р.) «Кривбас» ставав чемпіоном України, в 1974 році завоював бронзові медалі. Двічі (1972, 1977 рр) гравці Кривого Рогу виступали в першій лізі радянського футболу.

### В незалежній Україні

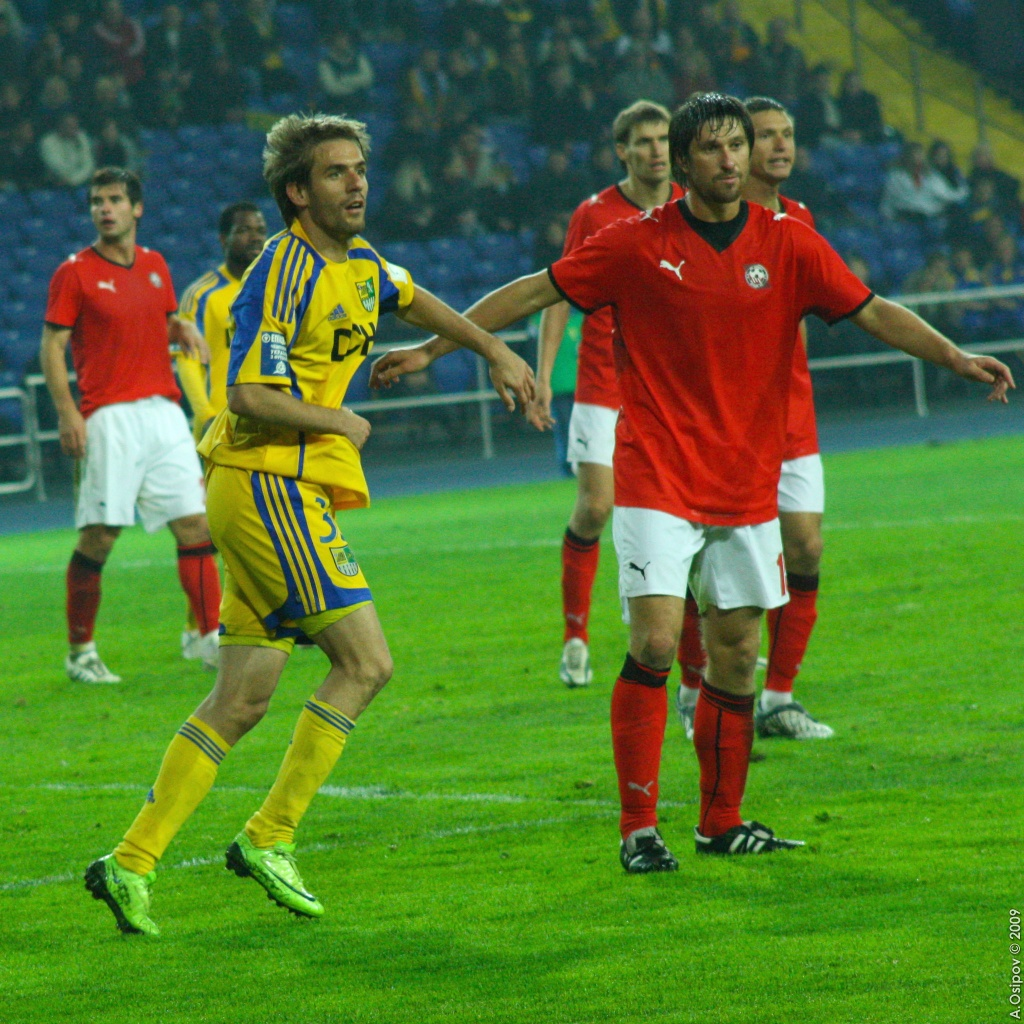
Гра з харківським Металістом, 2009

З 1992 року «Кривбас» виступає в національному чемпіонаті України. Перший чемпіонат незалежної України «Кривбас» зустрів в першій лізі. І посівши перше місце, криворіжці наступного сезону вже грали в компанії найсильніших команд країни. Рік дебюту був доволі вдалим — 8-е місце. Подальші два сезони принесли нові успіхи «Кривбасу». Двічі поспіль команда займала 6-е місце, що дозволило групі футболістів отримати звання майстрів спорту України.
В 7-му чемпіонаті «Кривбас» дійшов до півфіналу Кубку України, де в запеклій боротьбі програв майбутньому володарю Кубка — київському «Динамо».
В сезонах 1998/99 і 1999/00 (3-є місце в чемпіонаті і путівка до Кубка УЕФА). Крім того, у сезоні 1999/00 Кривбас дістався фіналу Кубка України.
Виступи клубу в єврокубках були вкрай невдалими. У сезоні 1999/00 «Кривбас» здолав «Шамкір» з Азербайджану у кваліфікаційному раунді (2:0 і 3:0), але поступився італійській «Пармі» у першому раунді (2:3 і 0:3). У сезоні 2000/01 криворіжці вилетіли в першому ж раунді, поступившись французькому «Нанту» з загальним рахунком 0:6 (0:1 і 0:5).
На початку сезону 2006/07 були сумніви щодо участі «Кривбаса» у чемпіонаті. Після придбання головного спонсора клубу Криворіжсталі Мітталом «Кривбас» опинився у скрутному фінансовому становищі і не зміг сплатити необхідний для участі у вищий лізі грошовий внесок. Бюро ПФЛ ухвалило рішення перевести «Кривбас» у першу лігу, а замість нього до участі у змаганнях допустити луцьку Волинь, але врешті-решт фінансові питання було врегульовано і клуб таки було заявлено до гри у найвищому дивізіоні.
«Кривбас» пов'язують з іменем власника «Дніпра» Ігоря Коломойського, оскільки в останні роки відбувається активний обмін футболістами між цими командами. У сезоні 2009/10 клуб був близький до того, щоб залишити Прем'єр-лігу, але молодий тренер Юрій Максимов, який очолив команду після зимової перерви, зумів значно покращити результати команди, у результаті чого «Кривбас» посів 14-е місце, яке дозволило залишитися в елітному дивізіоні.

### Фінансові проблеми 2013 року

Емблема клубу (1998—2000)

Наприкінці березня 2013 року президент «Кривбаса» Олександр Лівшиць спростував чутки про припинення спонсорування команди Ігорем Коломойським, частка якого становить майже 50 % у фінансуванні клубу, а також підтвердив інформацію про заборгованість перед гравцям за 3 місяці.
Вже на початку квітня 2013 року стало відомо, що у «Кривбаса» серйозні фінансові проблеми через припинення фінансування, і команда в такому випадку може дограти сезон 2012/2013 років, а по тому не пройти атестацію на наступний сезон. Через фінансові проблеми на клубній базі відключили гарячу воду, газ, світло, припинилося харчування команди, а футболісти писали скаргу до Федерації футболу України.
15 травня 2013 року Комітет Федерації футболу України з атестації футбольних клубів видав ліцензію на участь у сезон 2013/2014 років у Прем'єр-лізі з умовою, що клуб має погасити до 14 червня 2013 року всі існуючі заборгованості. Після цього, у ЗМІ з'явилась інформація, що Ігор Коломойський продовжить фінансування клубу. Водночас, президент «Кривбасу» Олександр Лівшиць та генеральний директор клубу Олександр Затулко, коментуючи ситуацію, заявили, що у випадку, якщо у команди не з'явиться інвестор, вона може припинити своє існування.
19 травня 2013 року головний тренер «Кривбаса» Олег Таран подав у відставку, мотивуючи це невизначеністю подальшої долі команди. Пізніше, 23 травня 2013 року, «Кривбас» офіційно повідомив, що через фінансові труднощі команда не зможе поїхати на виїзний матч 30-го туру, у якому він мав зіграти у Луцьку з «Волинню», через що клубу було зараховано технічну поразку з рахунком 0:3. Також на виїзний поєдинок до Луцька не поїхала й молодіжна команда «Кривбаса». Сезон 2012—2013 років у Прем'єр-лізі «Кривбас» завершив на 7-му місці.
31 травня 2013 року з'явилась інформація, що «Кривбас» відмовився від ліцензії на сезон 2013—2014 років у Прем'єр-лізі, оскільки головний спонсор відмовився фінансувати команду. За іншою інформацією, Ігор Коломойський відмовився фінансувати клуб.

### Відновлення
Відновлений 2015 року, коли зіграв у Суперлізі Дніпропетровської області. Наступного року взяв участь у чемпіонаті України серед аматорів. Уже на перший домашній матч аматорського чемпіонату України прийшло 2200 глядачів. Однак команда посіла останнє, 4-те місце в групі з «Балканами», запорізьким «Металургом» та «Колосом» (Асканія-Нова). Надалі команда грала в чемпіонатах області.
У 2020 році Президент України Володимир Зеленський офіційно доручив криворізькому політикуму повернути в професійний футбол «Кривбас». 20 серпня 2020 року інший криворізький клуб, який виступав у Другій лізі, «Гірник», офіційно змінив назву на «Кривбас». При цьому з «Гірника» до «Кривбасу» перейшли президент клубу Костянтин Караманіц, головний тренер Геннадій Приходько та більшість гравців, а також «Кривбас» отримав у користування стадіон «Гірник», на якому до цього виступав ФК «Гірник».

### Повернення у Прем'єр-лігу
За підсумками сезону 2020/2021 чемпіонату Другої ліги зайняв друге місце та підвищився в класі. 
Вже наступного сезону «Кривбас», зайнявши 2 місце, знову підвищився у класі, потрапивши в Українську Прем'єр-лігу. 
В еліті сезону 2022/2023 клуб непогано проявив себе, зайнявши 7 місце, також зумівши перемогти срібного призера чемпіонату Дніпро-1 (2:1), а також перемогти та зіграти в нічию з Зорею (0:1; 2:2), яка за підсумками сезону посіла 3 місце в таблиці.

## Поточний склад
Станом на 11 серпня 2025  року відповідно до офіційної заявки на сайті УПЛ
| №  | Поз. | Нац.       | Гравець                        |
| -- | ---- | ---------- | ------------------------------ |
| 1  | ВР   | Україна    | Богдан Хома                    |
| 12 | ВР   | Україна    | Олександр Кемкін               |
| 30 | ВР   | Україна    | Володимир Маханьков            |
| 2  | ЗХ   | Хорватія   | Ян Юрчец                       |
| 3  | ЗХ   | Венесуела  | Карлос Аугусто Рохас Торрес    |
| 4  | ЗХ   | Україна    | Володимир Вілівальд            |
| 5  | ЗХ   | Хорватія   | Анте Бекавац                   |
| 6  | ЗХ   | Малі       | Бакарі Конате                  |
| 16 | ЗХ   | Бразилія   | Борхес Тьяго Ісабель Насіменто |
| 25 | ЗХ   | Португалія | Рафаел Бандейра                |
| 55 | ЗХ   | Камерун    | Іван Дібанго                   |
| 7  | ПЗ   | Венесуела  | Глейкер Мендоса                |
| 8  | ПЗ   | Україна    | Ярослав Шевченко               |
| 10 | ПЗ   | Україна    | Артур Микитишин                |

| №  | Поз. | Нац.      | Гравець                       |
| -- | ---- | --------- | ----------------------------- |
| 11 | ПЗ   | Україна   | Єгор Твердохліб               |
| 14 | ПЗ   | Бразилія  | Гільєрме Де Хесус Ліма        |
| 17 | ПЗ   | Венесуела | Майкен Гонсалес               |
| 18 | ПЗ   | Ізраїль   | Бар Лін                       |
| 19 | ПЗ   | Франція   | Ноа Ндомбасі                  |
| 21 | ПЗ   | Україна   | Олександр Каменський          |
| 23 | ПЗ   | Хорватія  | Хрвоє Ілич                    |
| 26 | ПЗ   | Болівія   | Хосе Флорес                   |
| 27 | ПЗ   | Венесуела | Андрусв Араухо                |
| 94 | ПЗ   | Україна   | Максим Задерака (капітан)     |
| 9  | НП   | Венесуела | Карлос Мігель Парако Гонсалес |
| 20 | НП   | Україна   | Назар Попов                   |
| 24 | НП   | Україна   | Володимир Мулик               |

### Юнацький склад (U-19)
Станом на 11 серпня 2025  року відповідно до офіційної заявки на сайті УПЛ
| №  | Поз. | Нац.    | Гравець                      |
| -- | ---- | ------- | ---------------------------- |
| 46 | ВР   | Україна | Артем Дударенко              |
| 56 | ВР   | Україна | Єгор Гринько                 |
| 59 | ВР   | Україна | Данило Сичов                 |
| 75 | ВР   | Нігерія | Абдулмаджид Могаммед Данладі |
| 45 | ЗХ   | Україна | Єгор Коробка                 |
| 49 | ЗХ   | Україна | Рамір Губенко                |
| 57 | ЗХ   | Україна | Микола Кудрявцев             |
| 58 | ЗХ   | Україна | Кирило Кудрявцев             |
| 61 | ЗХ   | Україна | Іван Кононихін               |
| 89 | ЗХ   | Україна | Тимур Нянчур                 |
| 92 | ЗХ   | Україна | Євген Маяков                 |

| №  | Поз. | Нац.    | Гравець                  |
| -- | ---- | ------- | ------------------------ |
| 22 | ПЗ   | Нігерія | Агабі Вільямс Міракл     |
| 47 | ПЗ   | Україна | Єгор Сотніков            |
| 48 | ПЗ   | Україна | Ілля Калашнік            |
| 51 | ПЗ   | Україна | Іван Звягінцов           |
| 52 | ПЗ   | Україна | Олександр Гладков        |
| 53 | ПЗ   | Україна | Олександр Чернушкін      |
| 54 | ПЗ   | Україна | Святослав Матяш          |
| 60 | ПЗ   | Україна | Тимур Бутенко            |
| 76 | ПЗ   | Нігерія | Абубакар Абдулбасі Салех |
| 50 | НП   | Україна | Ростислав Плотко         |
| 62 | НП   | Україна | Матвій Боднар            |

### Закріплені номери
- 34 — Максим Пашаєв (посмертно)

## Досягнення
- Чемпіонат УРСР 
  -  Чемпіон (4): 1971, 1972, 1976, 1981
  -  Бронзовий призер (1): 1974
- Чемпіонат України 
  -  Бронзовий призер (3): 1998/1999, 1999/2000, 2023/2024
- Перша ліга
  -  Переможець групи «Б» (1): 1992
- Друга ліга
  -  Бронзовий призер групи «Б» (1): 2020/2021
- Кубок УРСР 
  -  Фіналіст (1): 1970
- Кубок України 
  -  Фіналіст (1): 1999/00
  -  Півфіналіст (2): 1997/1998, 2004/2005

## Усі сезони за часів незалежності України
| Сезон   | Ліга                   | Місце   | Ігор | В  | Н  | П  | М'ячі | Очок | Кубок    | Примітка   |
| ------- | ---------------------- | ------- | ---- | -- | -- | -- | ----- | ---- | -------- | ---------- |
| 1992    | Перша ліга (Група «Б») | 1 з 14  | 26   | 15 | 10 | 1  | 46-23 | 40   | 1/8      | Підвищення |
| 1992/93 | Вища ліга              | 8 з 16  | 30   | 8  | 11 | 11 | 27-40 | 27   | 1/16     |            |
| 1993/94 | Вища ліга              | 6 з 18  | 34   | 14 | 8  | 12 | 26-26 | 36   |          |            |
| 1994/95 | Вища ліга              | 6 з 18  | 34   | 13 | 9  | 12 | 35-30 | 48   | 1/8      |            |
| 1995/96 | Вища ліга              | 14 з 18 | 34   | 11 | 9  | 14 | 43-52 | 42   | 1/16     |            |
| 1996/97 | Вища ліга              | 12 з 16 | 30   | 9  | 6  | 15 | 24-48 | 33   | 1/16     |            |
| 1997/98 | Вища ліга              | 8 з 16  | 30   | 10 | 9  | 11 | 34-33 | 39   | 1/2      |            |
| 1998/99 | Вища ліга              | 3 з 16  | 30   | 16 | 11 | 3  | 43-18 | 59   | 1/4      |            |
| 1999/00 | Вища ліга              | 3 з 16  | 30   | 18 | 6  | 6  | 54-30 | 60   | Фіналіст |            |
| 2000/01 | Вища ліга              | 11 з 14 | 26   | 6  | 6  | 14 | 22-36 | 24   | 1/4      |            |
| 2001/02 | Вища ліга              | 9 з 14  | 26   | 6  | 10 | 10 | 28-40 | 28   | 1/8      |            |
| 2002/03 | Вища ліга              | 12 з 16 | 30   | 8  | 7  | 15 | 25-37 | 31   | 1/4      |            |
| 2003/04 | Вища ліга              | 10 з 16 | 30   | 10 | 6  | 14 | 26-41 | 36   | 1/8      |            |
| 2004/05 | Вища ліга              | 13 з 16 | 30   | 7  | 10 | 13 | 24-38 | 31   | 1/2      |            |
| 2005/06 | Вища ліга              | 14 з 16 | 30   | 9  | 6  | 15 | 27-35 | 33   | 1/4      |            |
| 2006/07 | Вища ліга              | 10 з 16 | 30   | 7  | 14 | 9  | 29-36 | 35   | 1/8      |            |
| 2007/08 | Вища ліга              | 13 з 16 | 30   | 7  | 9  | 14 | 29-39 | 30   | 1/16     |            |
| 2008/09 | Прем'єр-ліга           | 12 з 16 | 30   | 8  | 8  | 14 | 21-36 | 32   | 1/16     |            |
| 2009/10 | Прем'єр-ліга           | 14 з 16 | 30   | 7  | 4  | 19 | 31-47 | 25   | 1/8      |            |
| 2010/11 | Прем'єр-ліга           | 13 з 16 | 30   | 6  | 11 | 13 | 27-45 | 29   | 1/16     |            |
| 2011/12 | Прем'єр-ліга           | 10 з 16 | 30   | 9  | 6  | 15 | 22-38 | 33   | 1/8      |            |
| 2012/13 | Прем'єр-ліга           | 7 з 16  | 30   | 12 | 7  | 11 | 36-41 | 43   | 1/16     | Виліт      |
|         |                        |         |      |    |    |    |       |      |          |            |
| 2016    | Аматори (Група 6)      | 4 з 4   | 6    | 0  | 1  | 5  | 2-19  | 1    |          |            |
|         |                        |         |      |    |    |    |       |      |          |            |
| 2020/21 | Друга ліга             | 2 з 12  | 22   | 15 | 5  | 2  | 53-15 | 50   | 1/16     | Підвищення |
| 2021/22 | Перша ліга             | 2 з 16  | 20   | 12 | 6  | 2  | 38-17 | 42   | 1/64     | Підвищення |
| 2022/23 | Прем'єр-ліга           | 7 з 16  | 30   | 12 | 5  | 13 | 26-30 | 41   | —        |            |
| 2023/24 | Прем'єр-ліга           | 3 з 16  | 30   | 17 | 6  | 7  | 51-30 | 57   | 1/8      |            |
| 2024/25 | Прем'єр-ліга           | 5 з 16  | 30   | 13 | 8  | 9  | 34-26 | 47   | 1/8      |            |

## Топ-50
У 2010 році інтернет-видання Football.ua провело опитування і надрукувало список найкращих гравців в історії клубу:.
1. Віталій Дмитренко
2. Василь Гладких
3. Геннадій Мороз
4. Олександр Ярчук
5. Олег Чумак
6. Володимир Захаров
7. Анатолій Біда
8. Валентин Платонов
9. Володимир Морозов
10. Володимир Устимчик
11. Олександр Усатий
12. Валерій Воробйов
13. Олександр Грановський
14. Віктор Мудрий
15. Микола Ушаков
16. Василь Мазур
17. Ігор Делі
18. Анатолій Ісаков
19. Володимир Пономаренко
20. Анатолій Биткін
21. Ігор Ніченко
22. Олексій Васін
23. Олександр Давиденко
24. Валерій Софілканич
25. Віктор Громов
26. Олександр Зотов
27. Олег Сімаков
28. Володимир Бутенко
29. Геннадій Козар
30. Юрій Новиков
31. Олександр Лавренцов
32. Анатолій Яровий
33. Олександр Приставка
34. Іван Махно
35. Сергій Дієв
36. Сергій Мотуз
37. Владислав Іщенко
38. Олександр Кулик
39. Віктор Насташевський
40. Сергій Алексєєв
41. Іван Гецко
42. Станіслав Вовк
43. Юрій Мішин
44. Анатолій Безбожний
45. Анатолій Самсонов
46. Денис Філімонов
47. Васіл Гігіадзе
48. Микола Кудрицький
49. Валерій Самохін
50. Володимир Товчих